# Gerardus Jan Pannekoek
Gerardus Jan Pannekoek (Brummen, 26 november 1886 – Hoenderloo, 25 september 1966) was een Nederlands tuin- en landschapsarchitect, schrijver en plantendeskundige.

## Leven en werk
Pannekoek werd in 1886 geboren in Brummen. In 1910 schreef hij zijn eerste Handboek voor den bloementuin. In 1937 begon hij samen met Jan Jacob Schipper handboeken te schrijven voor Nederlands groenbeheer, wat uitgroeide tot de vakliteratuur voor hoveniers en tuin-en landschapsarchitecten. 
Pannekoek was tot 1942 werkzaam als hoofd van de plantsoenendienst bij de gemeente Leeuwarden en tevens bestuurslid van de Stichting van Volkshogescholen te Leeuwarden. Het oorspronkelijke ontwerp van het Oosterpark in Leeuwarden uit 1942 is van zijn hand, welke later uitgebreid is en en omgedoopt tot het Zamenhofpark. 
Van 1942 tot 1946 werd hij leraar tuinarchitectuur en dendrologie aan de Gerard Adriaan van Swieten Tuinbouwschool te Frederiksoord. In 1961 ging hij met pensioen. Hij schreef in 1965 nog een boekje over coniferen, voor hij in 1966 overleed op de "Bosheuvel" te Hoenderloo.
Pannekoek was getrouwd en had twee kinderen, en kleinkinderen.

## Publicaties (selectie)
- Pannekoek, Gerardus Jan (1910) Handboek voor den Bloementuin
- Schipper & Pannekoek (1939) Ontwerpen, aanleggen en beplanten van Tuinen (deel 1 & 2)
- Schipper & Pannekoek (1942) Ontwerpen, aanleggen en beplanten van Tuinen (deel 1 & 2)
- Schipper & Pannekoek (1948) Ontwerpen, aanleggen en beplanten van Tuinen (deel 1 & 2)
- Schipper & Pannekoek (1950) Het Friesche Boerenhiem
- Schipper & Pannekoek (1960/61) Tuinen (deel 1 / deel 2 / deel 3 / deel 4)
- Pannekoek, Gerardus Jan (1965) Conniferen (en hun toepassingen)
- Schipper & Pannekoek (1975/76) Tuinen (deel 1 / deel 2 / deel 3 / deel 4)
- Schipper & Pannekoek (1981/82) Tuinen (deel 1 / deel 2 / deel 3 / deel 4)
- Schipper & Pannekoek (1992) Tuinen (deel 1 / deel 2 / deel 3 / deel 4)

De reeks Ontwerpen, aanleggen en beplanten van TUINEN werd vanaf de jaren '60 omgedoopt tot kortweg "Tuinen". Hiervan zijn 14 herdrukken en herziene versies verschenen. 
Indeling delen zijn als volgt:
- Deel 1 : Ontwerpen en aanleg
- Deel 2 : Materialen en ontwerpgegevens
- Deel 3 : Techniek van uitvoering en beheer
- Deel 4 : Openbaar groen en recreatie